# Družstevní pivovar Kbely
Družstevní pivovar Kbely (Pivovar Ottokara Czernina v Kbelích) v Praze je zaniklý pivovar, který stál v centru obce mezi ulicemi Vrchlabská, Železnobrodská a Žacléřská, na jižní straně Pivovarského rybníka (vodní nádrž v parku) na Vinořském potoce.

## Historie
Pivovar založil majitel části Kbel hrabě Prokop Vojtěch Černín v roce 1758. Do roku 1909 jej provozoval hrabě Theobald z Czerninů, poté jej převzal Ottokar Czernin, který jej vlastnil do roku 1922. Pivovar Černínové provozovali do roku 1923, posledním sládkem byl pan Josef Barborka. Nový majitel (od roku 1923) družstvo – Družstevní pivovar Kbely – přejmenoval pivovar na Družstevní pivovar Kbely u Prahy. Zmodernizovaný provoz byl provozován až do roku 1929 (resp. 1930). Poté (od roku 1931) zde byla povolena stáčírna piva, později zrušená. Za protektorátu (v únoru 1941) odkoupila obec od stavebního a pivovarského družstva v Praze jak pozemky rybníka, tak i celý pivovar včetně strojovny. Pivovarské sklepy sloužily v roce 1944 jako protiletecký kryt. V pivovarském dvoře byla zřízena a fungovala zde až do roku 1947 obecní úřadovna. Ta byla zrušena ještě v témže roce (1947) poté, co byla přestěhována do nově otevřené budovy místního národního výboru (dnes kbelská radnice). Ani po druhé světové válce, ani po únoru 1948 zde vaření či stáčení piva již nebylo nikdy obnoveno. Postupně chátrající areál byl nakonec zbořen po roce 1962.

## Popis
Za Černínů byl výstav 11800 hl, za vlastnictví Družstva (coby stáčírny) 17900 hl.